# 雅致雾水葛
雅致雾水葛（学名：Pouzolzia elegans），为荨麻科雾水葛属下的一个植物变种。